# Чорнобривці прямостійні
Чорнобривці прямостійні (лат. Tagétes erécta) — однорічна трав'яниста рослина; вид роду Чорнобривці родини Айстрових. Центр походження — Центральна Америка, у дикому вигляді росте в Центральній та Південній Америці. Як декоративна рослина широко поширена у всіх кліматичних зонах, зокрема в Україні.

## Ботанічний опис

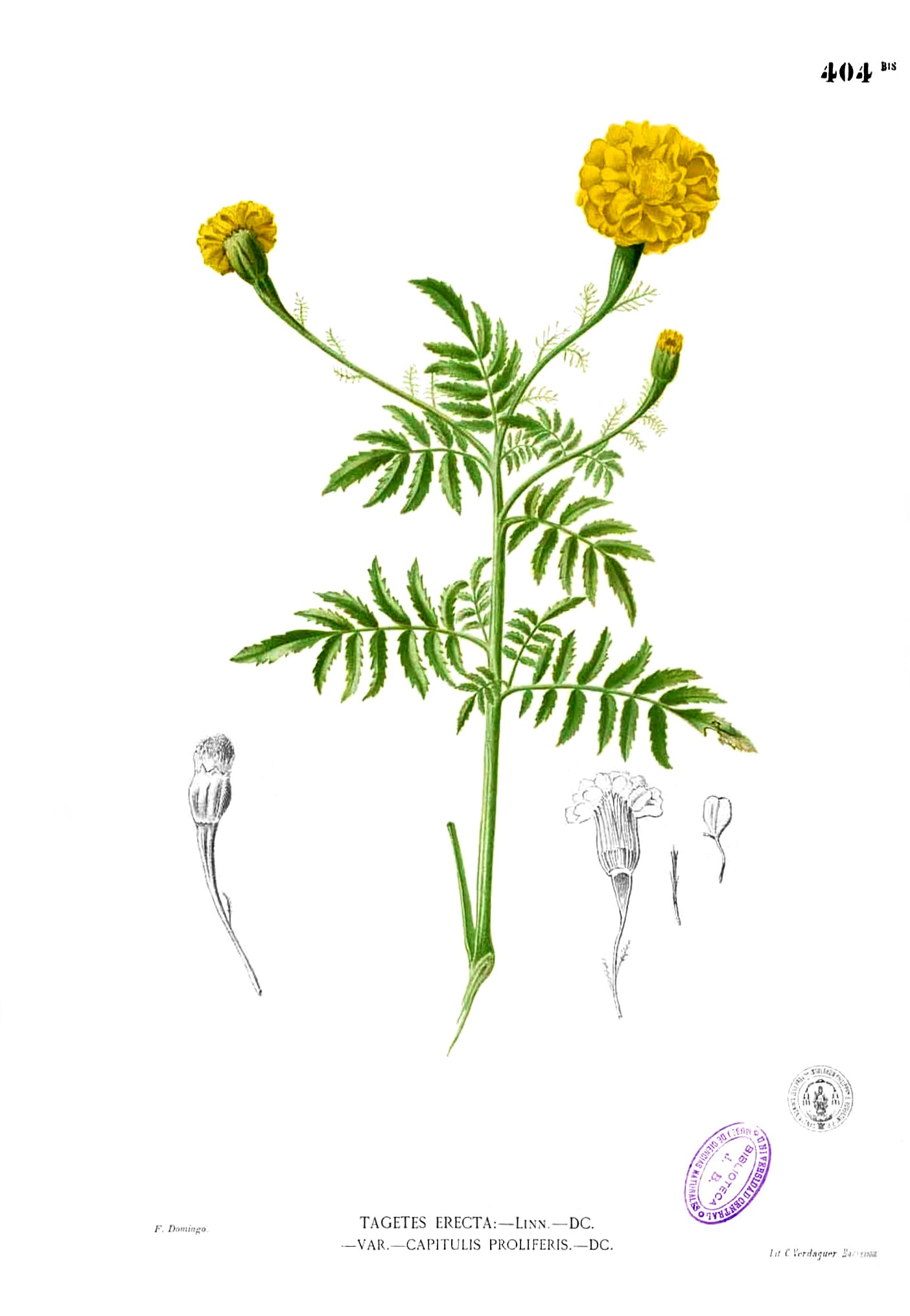
Чорнобривці прямостійні.

Однорічна трав'яниста рослина. Коренева система мочкувата. Стебло прямостійне, розлоге, 20-80 см заввишки.
Листя чергові, перисторозсічені або перисто-роздільні, зубчасті, від світло-зелених до темно-зелених.
Суцвіття — прості або махрові, жовті або оранжеві кошики, одиночні, на довгих квітконосах, 3-10 см завдовжки.

## Екологія
Природне місце існування — сосново-дубові ліси Мексики з низькою вологістю.
Зустрічається у дикому вигляді у південних штатах США як бур'ян.

## Застосування
Широко використовується як декоративна рослина. Відрізняється стійкістю до антропогенного забруднення, тому добре підходить для озеленення міських територій.
Чорнобривці здатні акумулювати важкі метали, що дозволяє використовувати їх при фіторемедіації забруднених ґрунтів .
Використовується для отримання харчових барвників жовтого та помаранчевого кольору, а також як сировина для отримання біологічно активних речовин .
У Мексиці є основною квіткою Дня мертвих.

## Синоніміка
- Tagetes ernstii H.Rob. & Nicolson
- Tagetes excelsa Soule
- Tagetes heterocarpha Rydb.
- Tagetes major Gaertn., nom. illeg.
- Tagetes remotiflora Kunze
- Tagetes tenuifolia Millsp.